# San Benigno Canavese
San Benigno Canavese is een gemeente in de Italiaanse provincie Turijn (regio Piëmont) en telt 5307 inwoners (31-12-2004). De oppervlakte bedraagt 22,2 km², de bevolkingsdichtheid is 239 inwoners per km².
De volgende frazioni maken deel uit van de gemeente: Cascina Mure, Cascina Bruciata.

## Demografie
San Benigno Canavese telt ongeveer 2045 huishoudens. Het aantal inwoners daalde in de periode 1991-2001 met 0,1% volgens cijfers uit de tienjaarlijkse volkstellingen van ISTAT.
| Jaar | Inwoneraantal |
| ---- | ------------- |
| 1991 | 5160          |
| 2001 | 5154          |

## Geografie
De gemeente ligt op ongeveer 194 m boven zeeniveau.
San Benigno Canavese grenst aan de volgende gemeenten: Foglizzo, Bosconero, Montanaro, Lombardore, Chivasso, Volpiano.